# Monotropus nordmanni
Monotropus nordmanni är en skalbaggsart som beskrevs av Blanchard 1851. Monotropus nordmanni ingår i släktet Monotropus och familjen Melolonthidae. Inga underarter finns listade i Catalogue of Life.